# Grand Prix Formule 1 van Groot-Brittannië 2009

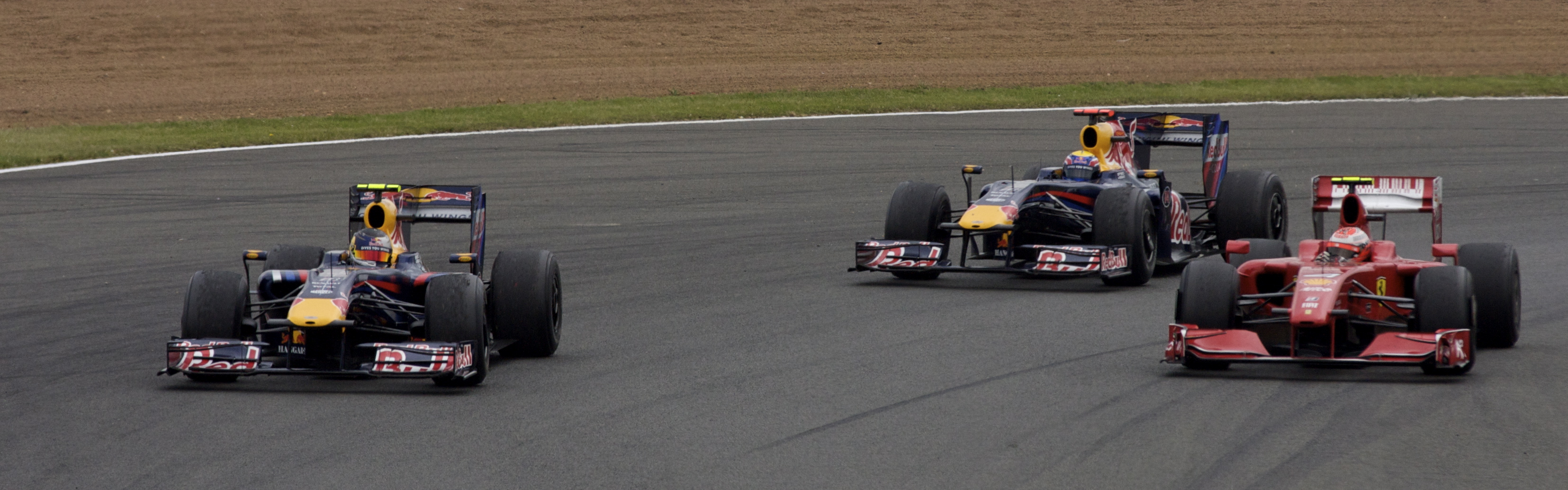
Vettel, Webber en Räikkönen.

De Grand Prix Formule 1 van Groot-Brittannië 2009 werd gehouden op 21 juni 2009 op het circuit van Silverstone. Red Bull-coureur Sebastian Vettel, die vanaf poleposition was vertrokken won de race. Zijn teamgenoot Mark Webber werd tweede en Rubens Barrichello eindigde op de derde plaats.

## Kwalificatie
| Positie | Nummer | Naam                 | Team                 | Q1       | Q2       | Q3       | Grid |
| ------- | ------ | -------------------- | -------------------- | -------- | -------- | -------- | ---- |
| 1       | 15     | Sebastian Vettel     | Red Bull-Renault     | 1:18.685 | 1:18.119 | 1:19.509 | 1    |
| 2       | 23     | Rubens Barrichello   | Brawn-Mercedes       | 1:19.325 | 1:18.335 | 1:19.856 | 2    |
| 3       | 14     | Mark Webber          | Red Bull-Renault     | 1:18.674 | 1:18.209 | 1:19.868 | 3    |
| 4       | 9      | Jarno Trulli         | Toyota               | 1:18.886 | 1:18.240 | 1:20.091 | 4    |
| 5       | 17     | Kazuki Nakajima      | Williams-Toyota      | 1:18.530 | 1:18.575 | 1:20.216 | 5    |
| 6       | 22     | Jenson Button        | Brawn-Mercedes       | 1:18.957 | 1:18.663 | 1:20.289 | 6    |
| 7       | 16     | Nico Rosberg         | Williams-Toyota      | 1:19.228 | 1:18.591 | 1:20.361 | 7    |
| 8       | 10     | Timo Glock           | Toyota               | 1:19.198 | 1:18.791 | 1:20.490 | 8    |
| 9       | 4      | Kimi Räikkönen       | Ferrari              | 1:19.010 | 1:18.566 | 1:20.715 | 9    |
| 10      | 7      | Fernando Alonso      | Renault              | 1:19.167 | 1:18.761 | 1:20.741 | 10   |
| 11      | 3      | Felipe Massa         | Ferrari              | 1:19.148 | 1:18.927 |          | 11   |
| 12      | 5      | Robert Kubica        | BMW Sauber           | 1:19.730 | 1:19.308 |          | 12   |
| 13      | 2      | Heikki Kovalainen    | McLaren-Mercedes     | 1:19.732 | 1:19.353 |          | 13   |
| 14      | 8      | Nelson Piquet jr.    | Renault              | 1:19.555 | 1:19.392 |          | 14   |
| 15      | 6      | Nick Heidfeld        | BMW Sauber           | 1:19.559 | 1:19.448 |          | 15   |
| 16      | 21     | Giancarlo Fisichella | Force India-Mercedes | 1:19.802 |          |          | 16   |
| 17      | 11     | Sébastien Bourdais   | Toro Rosso-Ferrari   | 1:19.898 |          |          | 17   |
| 18      | 20     | Adrian Sutil         | Force India-Mercedes | 1:19.909 |          |          | 18   |
| 19      | 1      | Lewis Hamilton       | McLaren-Mercedes     | 1:19.917 |          |          | 19   |
| 20      | 12     | Sébastien Buemi      | Toro Rosso-Ferrari   | 1:20.236 |          |          | 20   |

## Race
| Positie | Nummer | Coureur              | Team                 | Rondes | Tijd/Oorzaak uitval | Startplaats | Punten |
| ------- | ------ | -------------------- | -------------------- | ------ | ------------------- | ----------- | ------ |
| 1       | 15     | Sebastian Vettel     | Red Bull-Renault     | 60     | 1:22:49.328         | 1           | 10     |
| 2       | 14     | Mark Webber          | Red Bull-Renault     | 60     | +15.188             | 3           | 8      |
| 3       | 23     | Rubens Barrichello   | Brawn-Mercedes       | 60     | +41.175             | 2           | 6      |
| 4       | 3      | Felipe Massa         | Ferrari              | 60     | +45.043             | 11          | 5      |
| 5       | 16     | Nico Rosberg         | Williams-Toyota      | 60     | +45.915             | 7           | 4      |
| 6       | 22     | Jenson Button        | Brawn-Mercedes       | 60     | +46.285             | 6           | 3      |
| 7       | 9      | Jarno Trulli         | Toyota               | 60     | +1:08.307           | 4           | 2      |
| 8       | 4      | Kimi Räikkönen       | Ferrari              | 60     | +1:09.622           | 9           | 1      |
| 9       | 10     | Timo Glock           | Toyota               | 60     | +1:09.823           | 8           |        |
| 10      | 21     | Giancarlo Fisichella | Force India-Mercedes | 60     | +1:11.522           | 16          |        |
| 11      | 17     | Kazuki Nakajima      | Williams-Toyota      | 60     | +1:14.023           | 5           |        |
| 12      | 8      | Nelson Piquet jr.    | Renault              | 59     | +1 ronde            | 14          |        |
| 13      | 5      | Robert Kubica        | BMW Sauber           | 59     | +1 ronde            | 12          |        |
| 14      | 7      | Fernando Alonso      | Renault              | 59     | +1 ronde            | 10          |        |
| 15      | 6      | Nick Heidfeld        | BMW Sauber           | 59     | +1 ronde            | 15          |        |
| 16      | 1      | Lewis Hamilton       | McLaren-Mercedes     | 59     | +1 ronde            | 19          |        |
| 17      | 20     | Adrian Sutil         | Force India-Mercedes | 59     | +1 ronde            | 18          |        |
| 18      | 12     | Sébastien Buemi      | Toro Rosso-Ferrari   | 59     | +1 ronde            | 20          |        |
| Ret     | 11     | Sébastien Bourdais   | Toro Rosso-Ferrari   | 37     | Botsing             | 17          |        |
| Ret     | 2      | Heikki Kovalainen    | McLaren-Mercedes     | 36     | Botsing             | 13          |        |

## Statistieken
| Snelste ronde | Sebastian Vettel | Red Bull-Renault | 1:20.735 |

## Noot
- Dit was de eerste snelste ronde en de vijfde podiumplaats voor Sebastian Vettel.

1926 · 1927 · 1948 · 1949 · 1950 · 1951 · 1952 · 1953 · 1954 · 1955 · 1956 · 1957 · 1958 · 1959 · 1960 · 1961 · 1962 · 1963 · 1964 · 1965 · 1966 · 1967 · 1968 · 1969 · 1970 · 1971 · 1972 · 1973 · 1974 · 1975 · 1976 · 1977 · 1978 · 1979 · 1980 · 1981 · 1982 · 1983 · 1984 · 1985 · 1986 · 1987 · 1988 · 1989 · 1990 · 1991 · 1992 · 1993 · 1994 · 1995 · 1996 · 1997 · 1998 · 1999 · 2000 · 2001 · 2002 · 2003 · 2004 · 2005 · 2006 · 2007 · 2008 · 2009 · 2010 · 2011 · 2012 · 2013 · 2014 · 2015 · 2016 · 2017 · 2018 · 2019 · 2020 · 2021 · 2022 · 2023 · 2024 · 2025 · 2026 · 2027 · 2028 · 2029 · 2030 · 2031 · 2032 · 2033 · 2034